# Kanlidivane
Kanlidivane (traducido del turco: "sangre y locura") es el nombre de la antigua ciudad de Canitelis o Kanytelis (en griego: Κανιτέλης) que está situada alrededor de una sima. También fue conocida por el Imperio bizantino como Neópolis (en griego: Νεόπολης) cuyo significado es "ciudad nueva".

## Ubicación
Está situado en el municipio de Kumkuyu en la provincia de Mersin, a 8,5 km al noreste de Kizkalesi.
Para llegar, vamos por la carretera D-400 y a la altura de Kumyulu hay que tomar un desvío hacia la montaña y seguir la carretera durante 3 km, a continuación encontraremos un camino de tierra a la derecha y a 150 metros está el aparcamiento y la entrada.

## Historia
La fecha de fundación de la ciudad no se conoce, pero en la necrópolis del norte hay un mausoleo que fue construido por la reina Aba para su esposo e hijos y en la torre de Zeus Olbios que hay al sureste hay una inscripción donde se puede leer "Construido por Teukros, hijo del sacerdote rey Tarkyaris de Olba para Zeus", por lo que Kanytelis fue parte del reino de Olba.
El lugar era un importante centro religioso y de culto, de hecho el nombre de Kanytelis significa literalmente "barranco de los tributos". Alrededor de la sima había numerosos templos dedicados a divinidades Helenísticas.
En el siglo I, el reino de Olba pasó a formar parte del Imperio romano. El momento de esplendor de la ciudad fue durante los siglos III y IV.
En otras inscripciones halladas se puede leer que en el siglo V la ciudad pertenecía a la provincia romana de Eleusa Sebaste durante el reinado del emperador Teodosio II, que estableció aquí un centro sagrado del cristianismo, amplió la ciudad y le cambió el nombre por Neopolis.
En el siglo VI tras el gran terremoto del año 526 que asoló toda la Anatolia y ante el evidente avance musulmán, el emperador bizantino Justiniano I priorizó en dotar de nuevas construcciones, servicios y defensas a ciudades más estratégicas como la vecina Corycos en detrimento de otras, por lo que la población empezó a emigrar y Neopolis cayó en decadencia.
Durante las primeras conquistas selyúcidas del siglo XI, la ciudad fue totalmente abandonada. Cuando llegaron a la ciudad la bautizaron como Kanlidivane (que traducido del turco significa lugar de.. "sangre y locura")
La presencia de un árbol sagrado en el sitio muestra que los lugareños siguen considerando Kanlidivane como una lugar místico.

## Origen del nombre Kanlıdivane
No está claro por qué los selyúcidas llamaron a este lugar Kanlidivane, aunque hay varias especulaciones, una teoría dice que cuando llegaron a la ciudad, esta presentaba una imagen fantasmagórica, observaron además, que el fondo de la sima tenía un tono rojizo y las paredes parecían manchadas de este mismo color, lo que les hizo pensar que en aquel lugar se habían cometido infinidad de crímenes que habían teñido el suelo y las paredes de sangre y por lo tanto estaba maldito. De hecho nunca lo habitaron.
También hay otra teoría que afirma que vino por derivación de Kanytelis → Kanytellis → Kanytella → Kanditane → Kandilivane, aunque es poco probable que así sea ya que la ciudad llevaba cinco siglos llamándose Neopolis, además el significado de ambos nombres no guarda relación alguna y podrían incluso considerarse contradictorios.

## Descripción

### Sima de Kanlidivane
La sima mide 70 m de diámetro y 60 m de profundidad y es similar a las próximas de Cennet ve Cehennem y Akhayat. Se puede acceder al fondo a través de unas escaleras antiguas situadas al sureste, aunque habitualmente están invadidas por la vegetación, por lo que es complicado moverse.

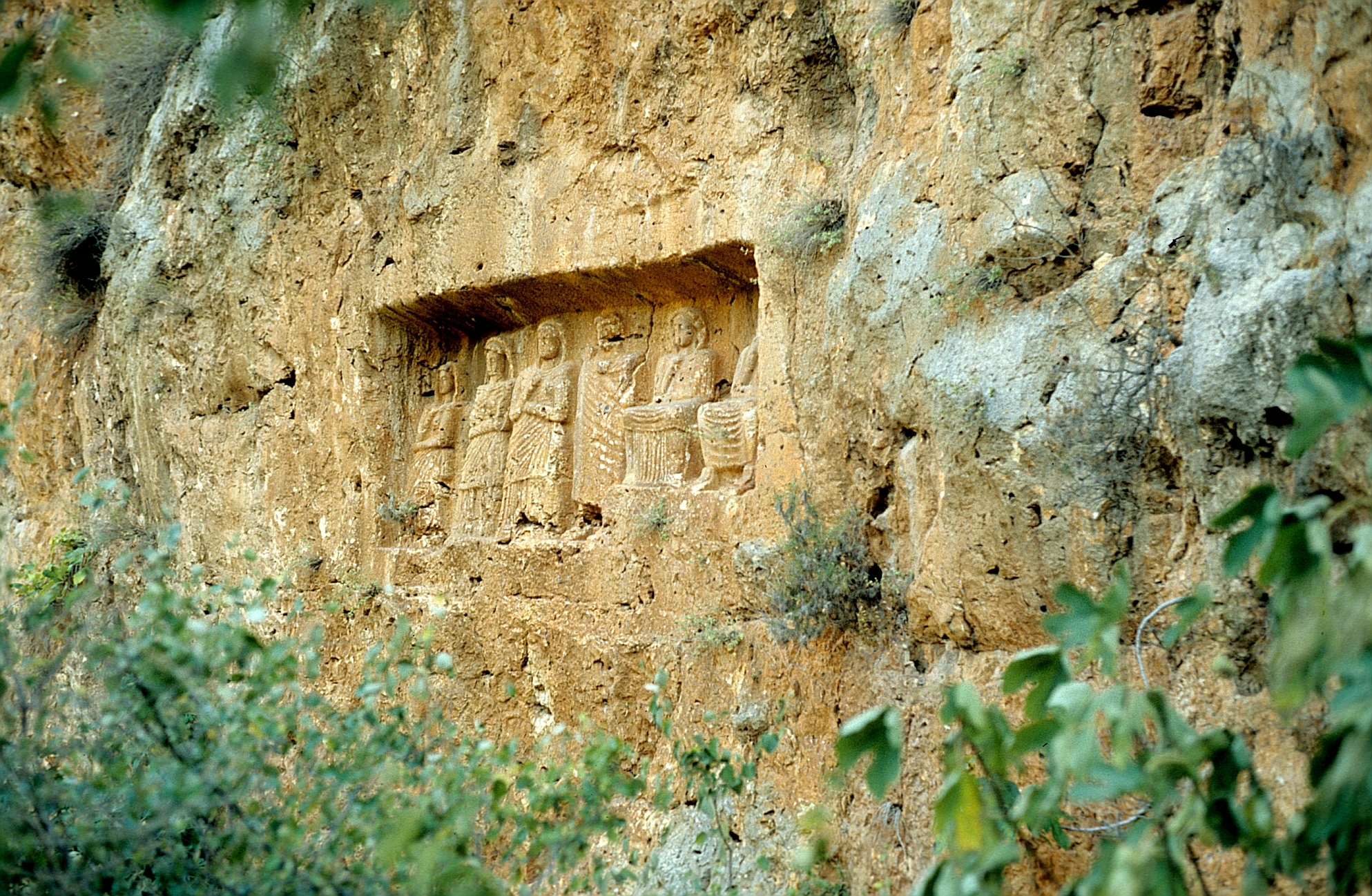
Relieve de la familia Armaronxas

En el lado sur hay un relieve en la roca de 4 m de ancho y 2 m de altura que muestra seis figuras humanas, dos de ellas sentadas. A la derecha hay una inscripción de 5 líneas con los nombres de la familia llamada Armaronxas que consta del padre, la madre, un hijo y tres hijas, de los que no se tienen más datos.
En el lado norte de la sima hay otro relieve de un guerrero romano que con la mano derecha está agarrando un pilum y la izquierda la tiene apoyada sobre la empuñadura de su espada situada a la altura del corazón.
El color rojizo del fondo y de las paredes hizo pensar que la sima podría haber sido en tiempos del Imperio romano una cárcel o un circo, llegando incluso a contener animales salvajes como leones o tigres, y que los condenados a muerte eran lanzados a su interior, aunque hoy en día no se ha encontrado ningún indicio que pruebe esta teoría y probablemente sea una leyenda generada por los selyúcidas.
En análisis posteriores del terreno, se ha confirmado que el color rojizo se debe una alta concentración de arcillas férricas y que las manchas de las paredes son producidas por el arrastre de partículas debido a las aguas pluviales.

### Torre de Zeus Olbios

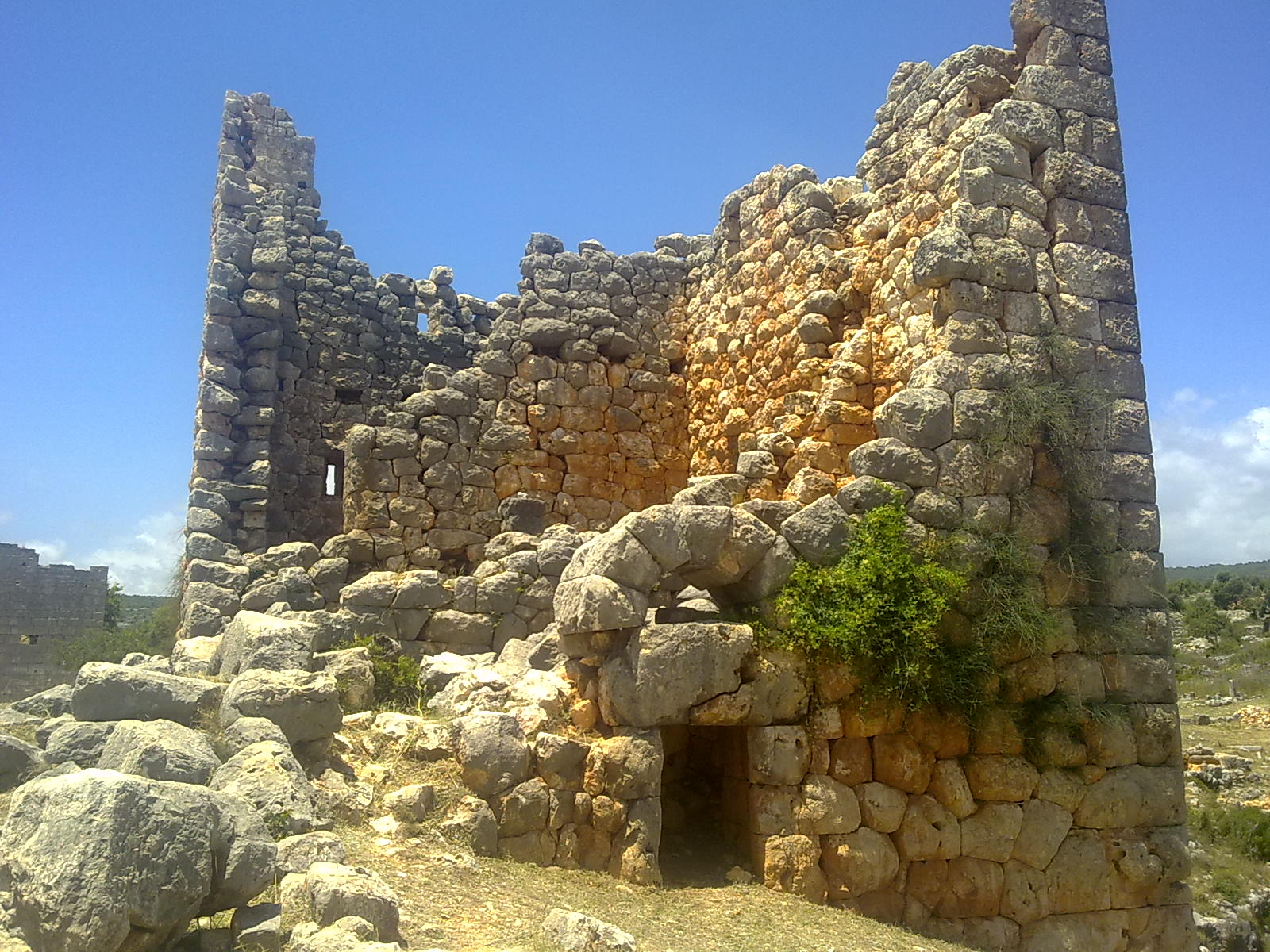
Torre de Zeus Olbios

La torre helenística construida en el siglo II a. C. en honor a Zeus Olbios está situada al suroeste de la sima, actualmente mide 17 m, aunque en el pasado fue de mayor tamaño. Es la construcción más antigua que se conserva en Kanlidivane.
En el centro de una piedra situada donde se juntan las paredes este y sur de la torre, hay un bajorrelieve de un triskelis con tres piernas dispuestas en forma de una rueda, un símbolo que también aparecía en las monedas acuñadas por el Reino de Olba.

### Basílicas
Las ruinas de cuatro basílicas sugieren que el lugar pasó progresivamente del culto a Zeus a la adoración de Cristo durante el siglo IV. De este modo, el lugar mantuvo su condición de centro religioso que duró hasta el siglo VI. Actualmente podría seguir usándose con ese fin a juzgar por el puñado de tumbas modernas alineadas que hay delante de la segunda basílica.
Hoy en día quedan muy pocos restos visibles de las cuatro basílicas. la más impresionante debido a su fachada de tres arcos es la llamada Primera Basílica, que se encuentra más cercana a la torre, y la Cuarta Basílica, conocida como la iglesia de Papylos.
Las basílicas parecen haber sido decoradas de forma sencilla y en la actualidad sólo los cruces sobre sus dinteles y algunos capiteles de piedra han sobrevivido.

#### Iglesia de Papylos

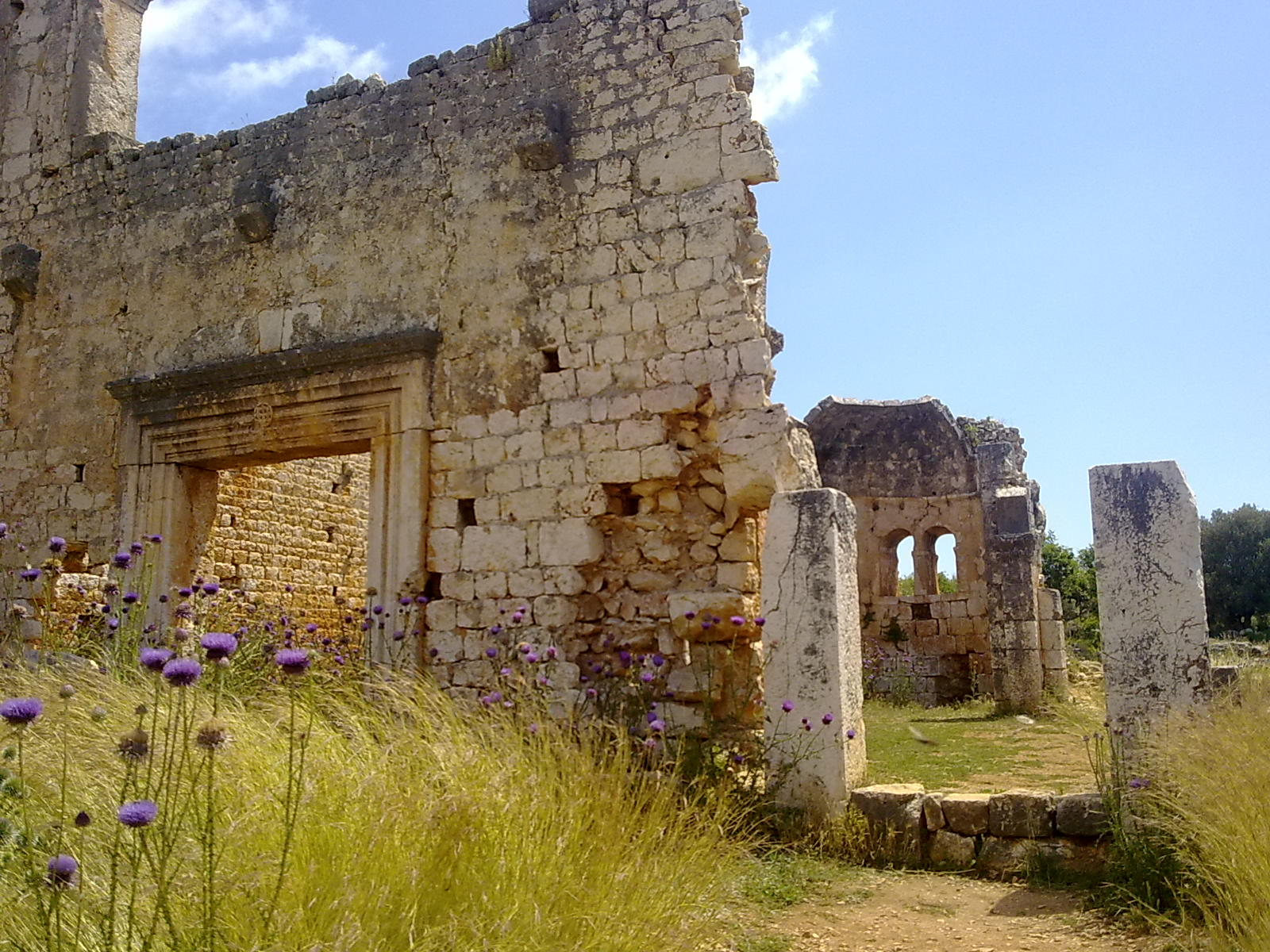
Iglesia de Papylos

Esta se encuentra justo en el borde de la sima y aunque es de suponer que una vez tuvo una pared en el lado con vistas al abismo, esta se ha perdido completamente. Es tentador imaginar un gran ventanal con vistas a esa inmensa y aterradora brecha en la tierra.
La iglesia fue construida como ofrenda a Dios por una persona religiosa llamada Papylos. Una inscripción sobre la entrada principal dice: Esta es la puerta que conduce a Dios. Los que entran, se salvan. Que Dios me ayude.
El arco y la entrada a la sala del almacén subterráneo se ven enfrente del nártex de tres arcos. En el oeste se abre al patio rodeado por el atrio a través de tres arcos sostenidos por dos columnas cada una. Se supone que había una fila de soportes de piedra en la parte superior de la pared occidental de la basílica, donde habría un segundo piso de madera por encima del nártex del que no ha quedado nada. Los capiteles son mucho más finos que en las otras basílicas, tienen formas parecidas a los helechos moviéndose suavemente por el viento.
Los registros indican que hubo una vez un fresco de los cuatro evangelistas aquí, pero actualmente ya no existe.

### Necrópolis

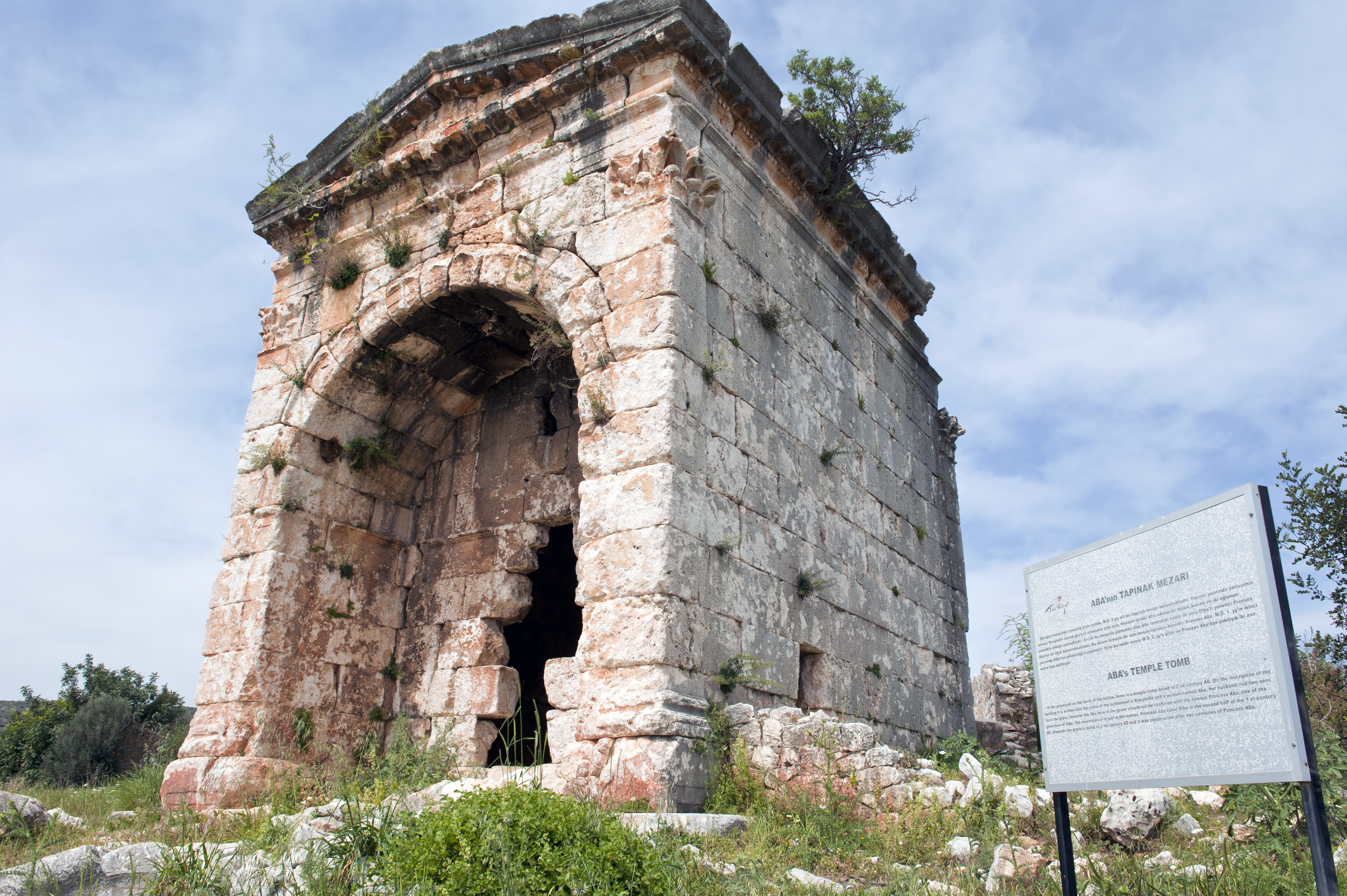
Mausoleo de Aba

Se han identificado tres necrópolis de la ciudad.

#### Necrópolis del Norte
Hacia el norte y situado en lo más alto está la llamada necrópolis del norte, de 4,5 hectáreas. Hay varios sarcófagos con hyposorion junto a numerosas tumbas, así como tres templos y una exedra. En el punto más alto, la reina Aba construyó el mausoleo para su esposo e hijos que supuestamente fueron víctimas de la peste.

#### Necrópolis del Oeste
Hay otra necrópolis situada en la ladera noroeste, con varias tumbas, sarcófagos con hyposorion y pequeños templos que apenas se pueden distinguir. Es la menos conocida y suele pasar inadvertida.

#### Necrópolis de Çanakçı
La tercera necrópolis está situada a menos de 1 km al oeste de la sima en un lugar llamado Çanakçı. Hay numerosas tumbas excavadas dentro de la roca y relieves de figuras esculpidos.
Las tumbas fueron talladas alrededor del siglo II, durante la época del Imperio romano. Cada tumba tiene una abertura rectangular, algunas incluso con inscripciones que condenan a potenciales saqueadores de tumbas. También hay figuras humanas talladas en algunas tumbas que sin duda deben ser los inquilinos de estas.

### Ciudad
Hay varias restos de pequeñas construcciones repartidos por la zona. Se pueden distinguir claramente algunas calles, casas, un molino del que se conserva la muela, una prensa tallada en la roca probablemente para aceite y también algunos talleres.
La ciudad disponía de suministro permanente de agua a través de un acueducto que recorría toda la provincia por el litoral y del que todavía quedan restos dispersos. Esta agua era almacenada en grandes depósitos que a su vez era dirigida a las numerosas cisternas más pequeñas que hay repartidas por toda la ciudad.

## Festival de Música de Mersin
Cada año se celebra el Mersin Müzik Festivali durante los primeros días de junio, y aunque prácticamente todos los conciertos se celebran en Mersin, uno o dos conciertos al aire libre se celebran alternativamente en Kanlidivane. Los artistas y el público se sientan en los lados opuestos a la sima. Suelen salir autobuses gratuitos desde Mersin para este evento.

## Imágenes

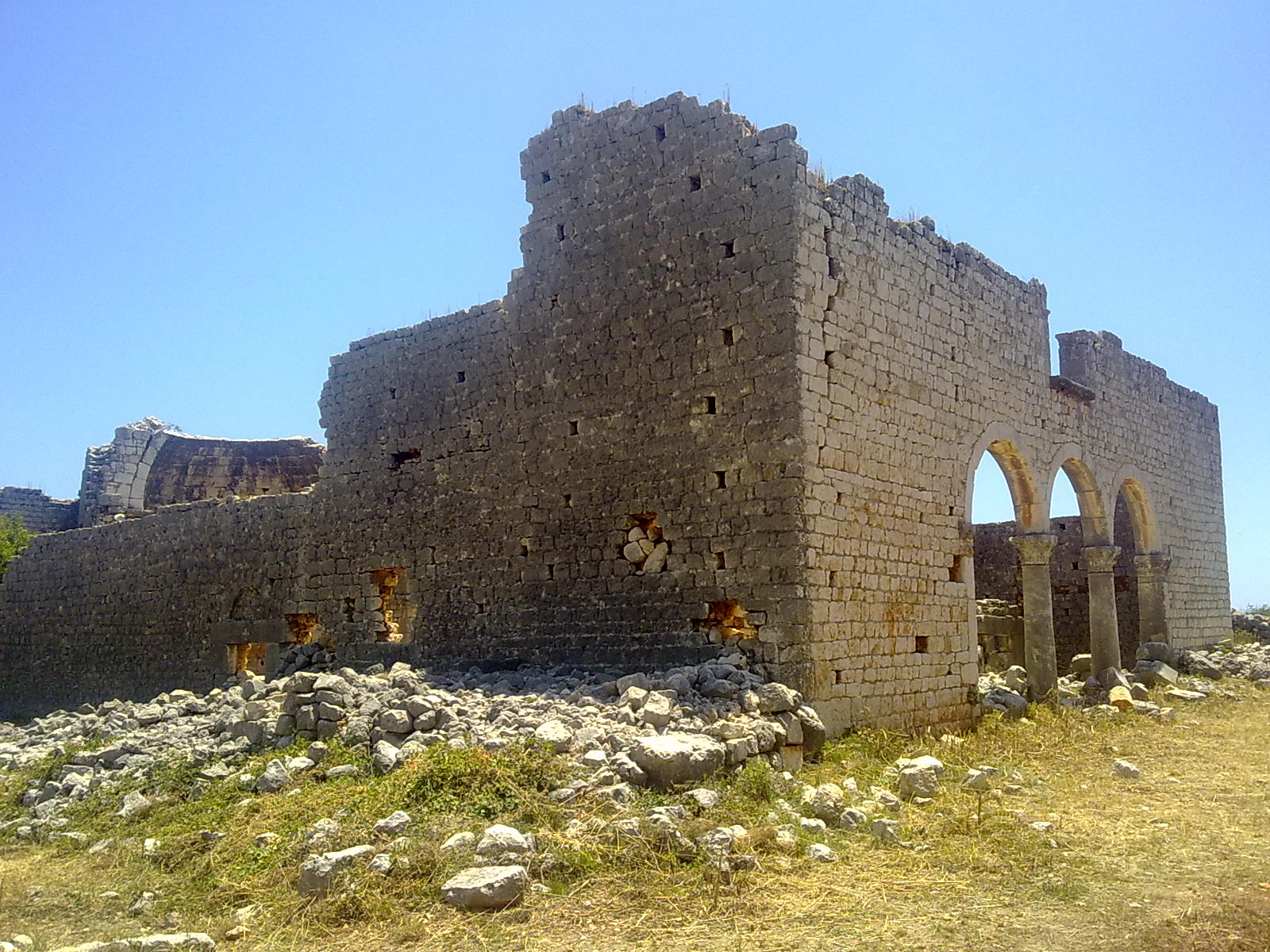
Basílica 1
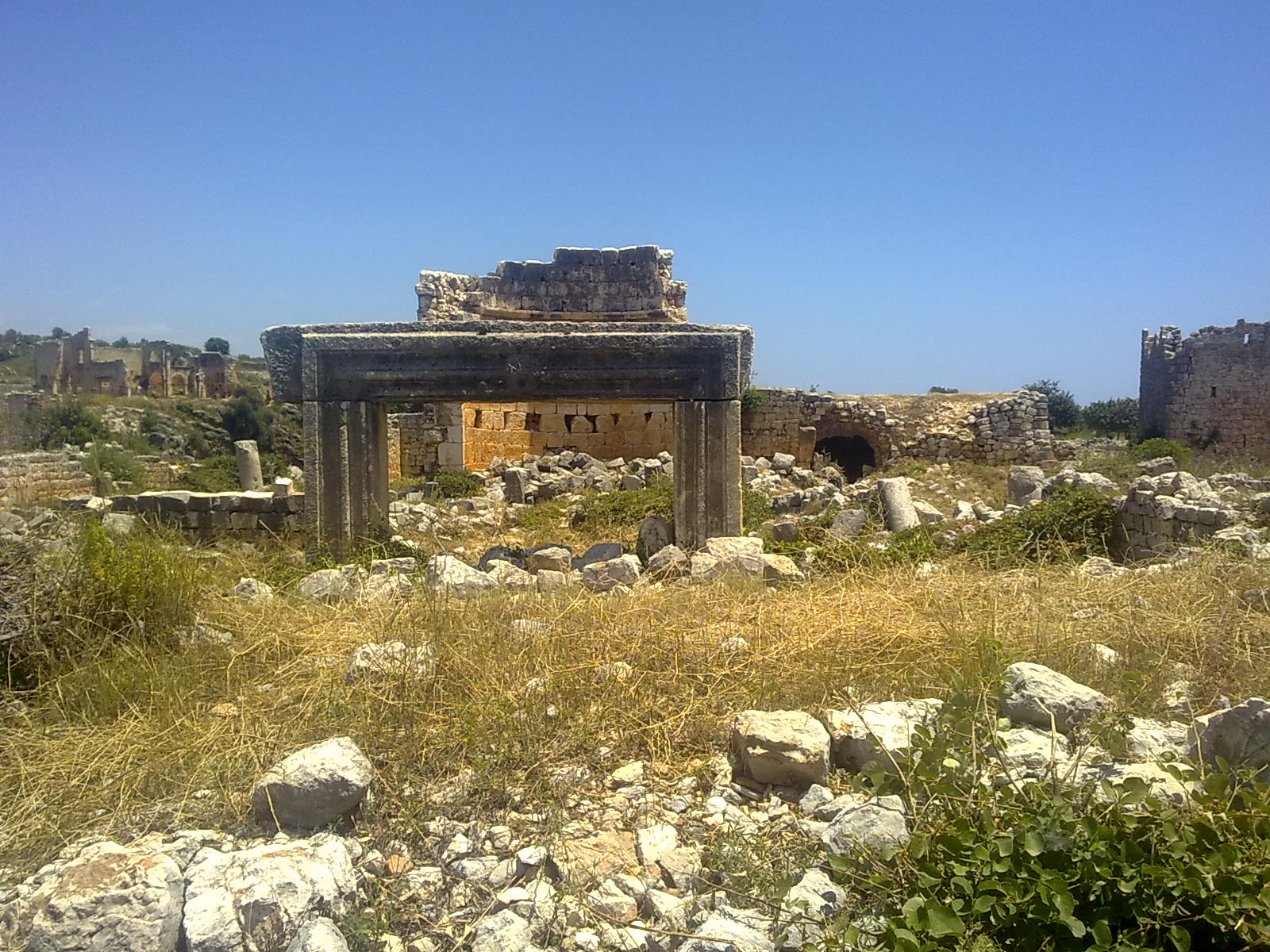
Basílica 2
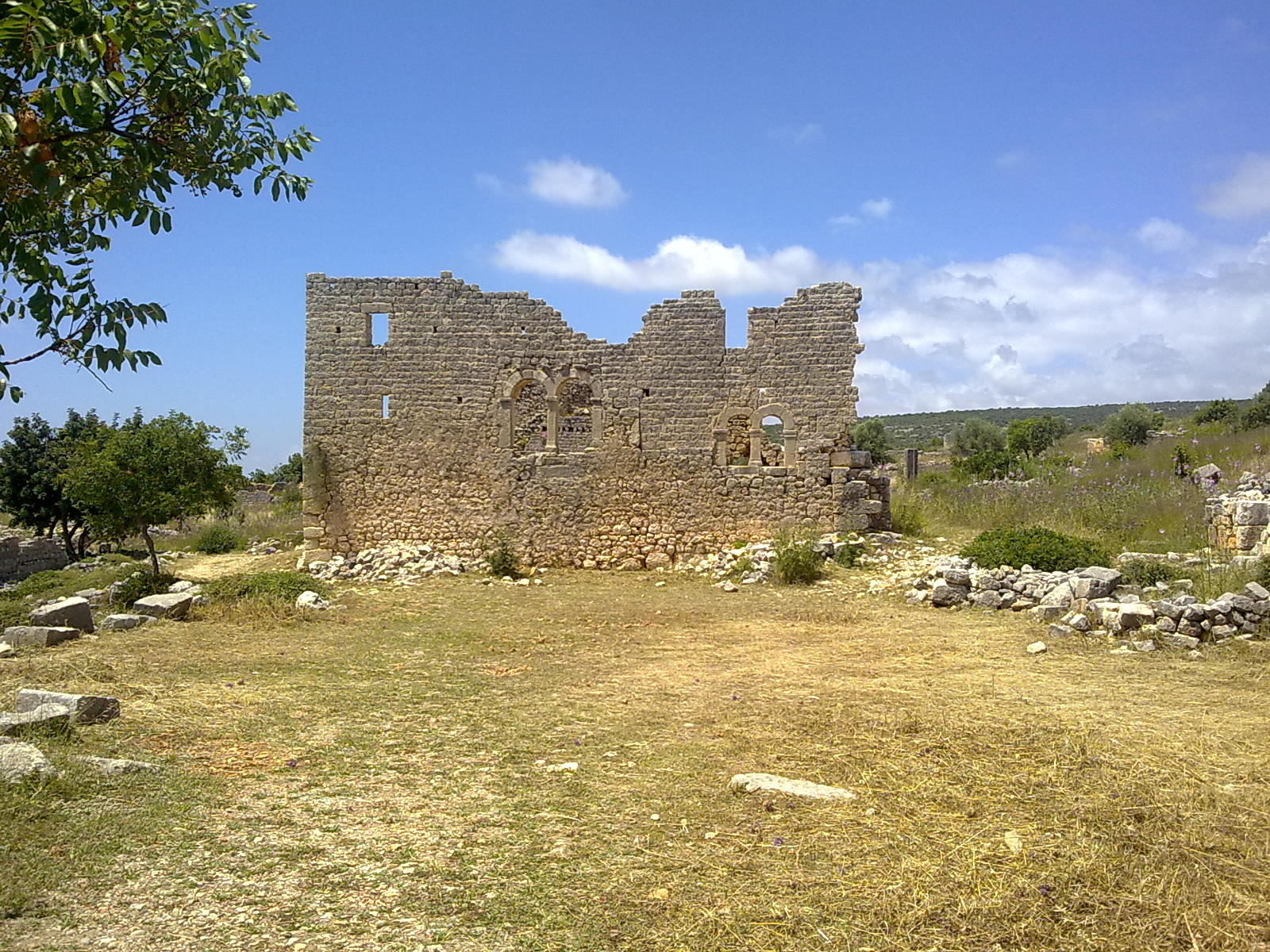
Basílica 3
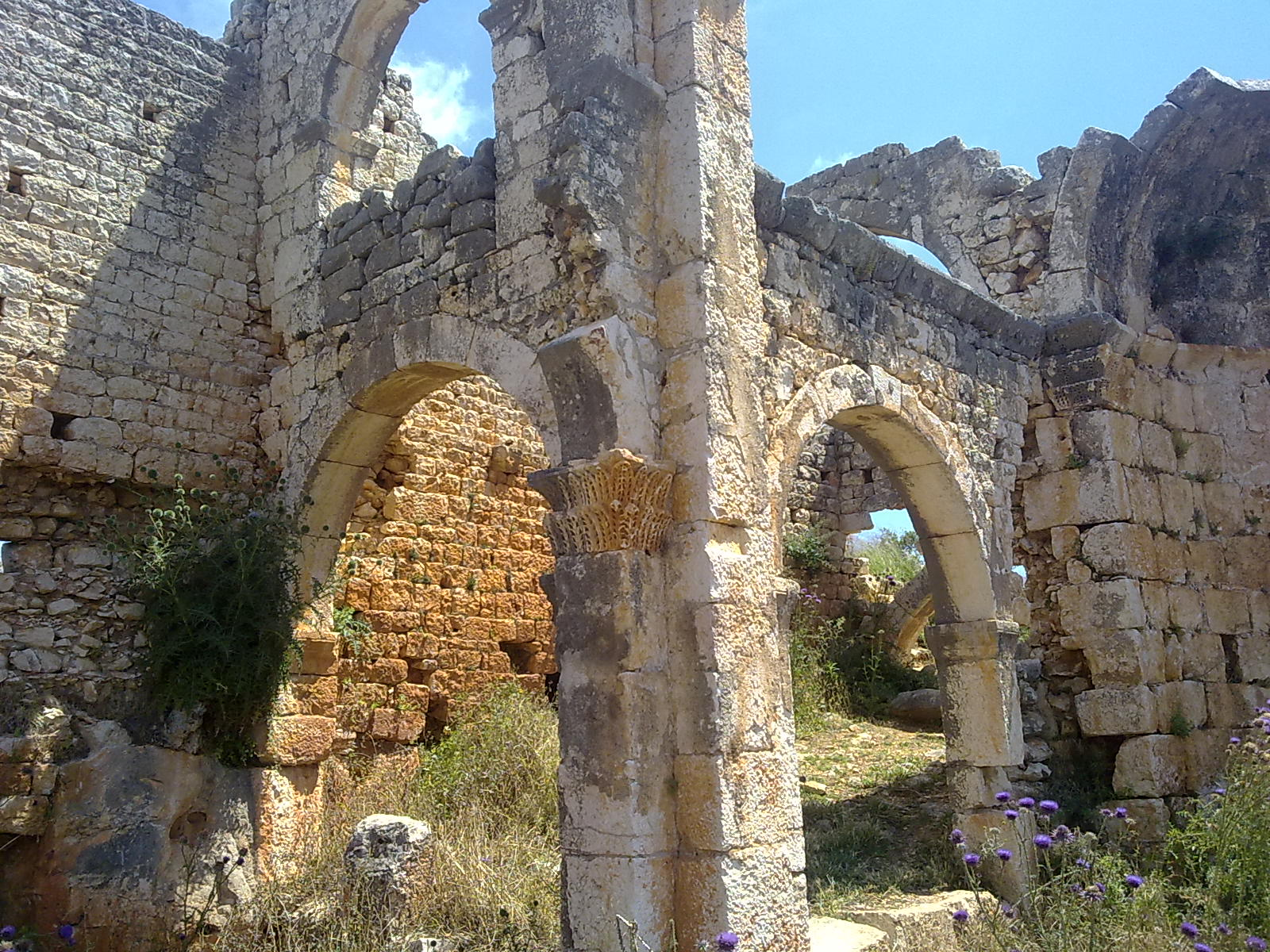
Interior de la Iglesia de Papylos
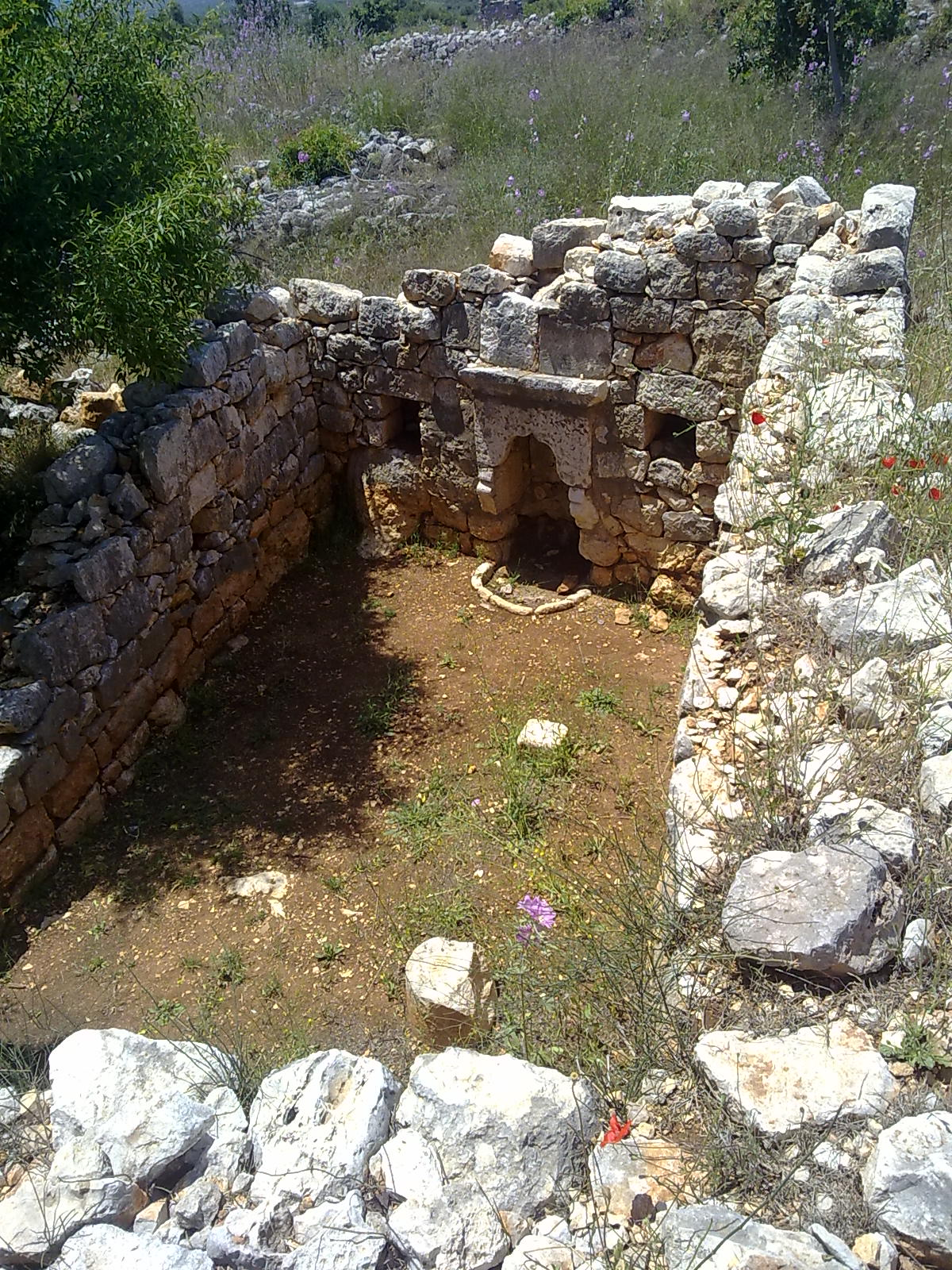
Casa en Kanytelis
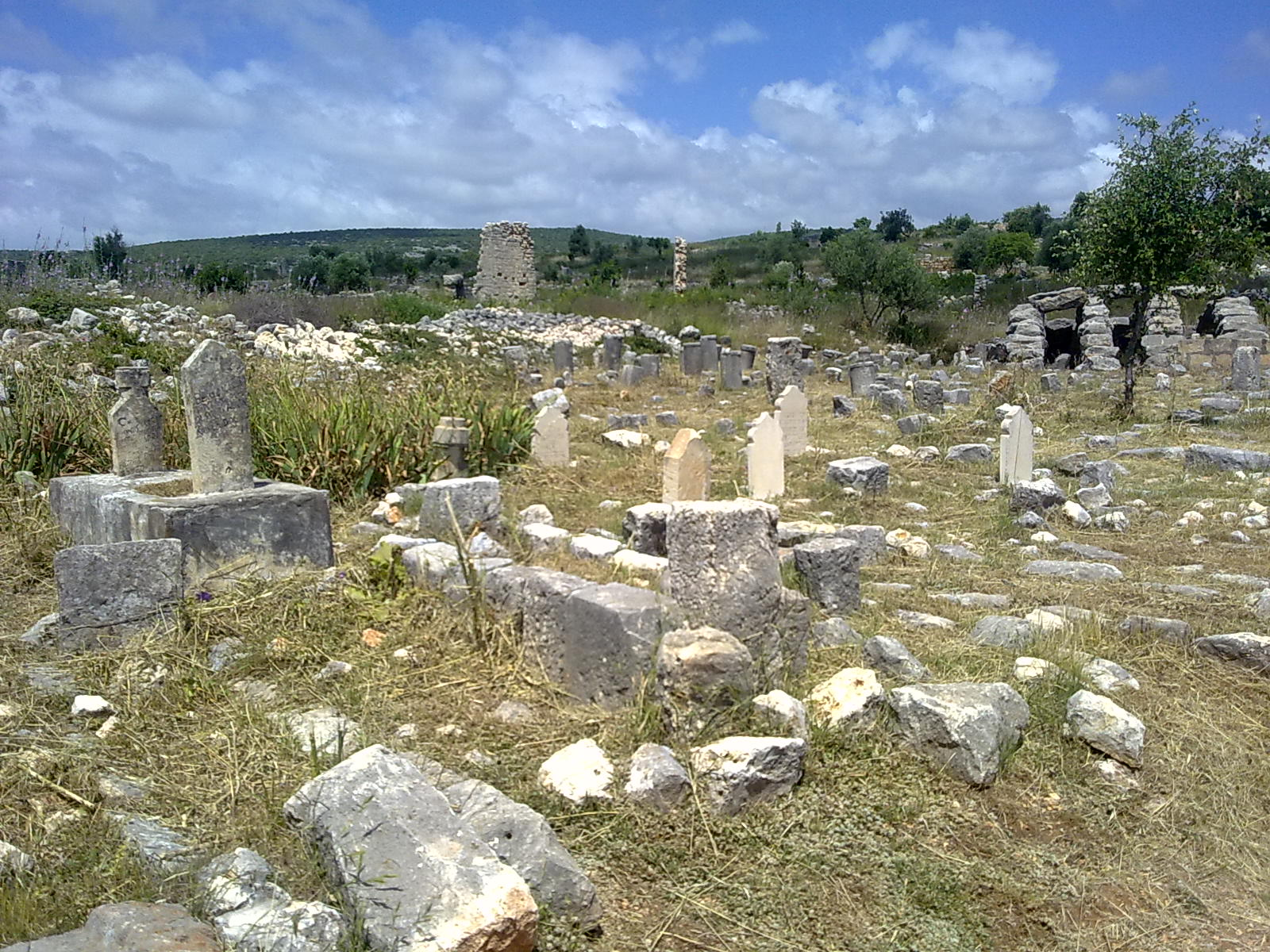
Tumbas modernas
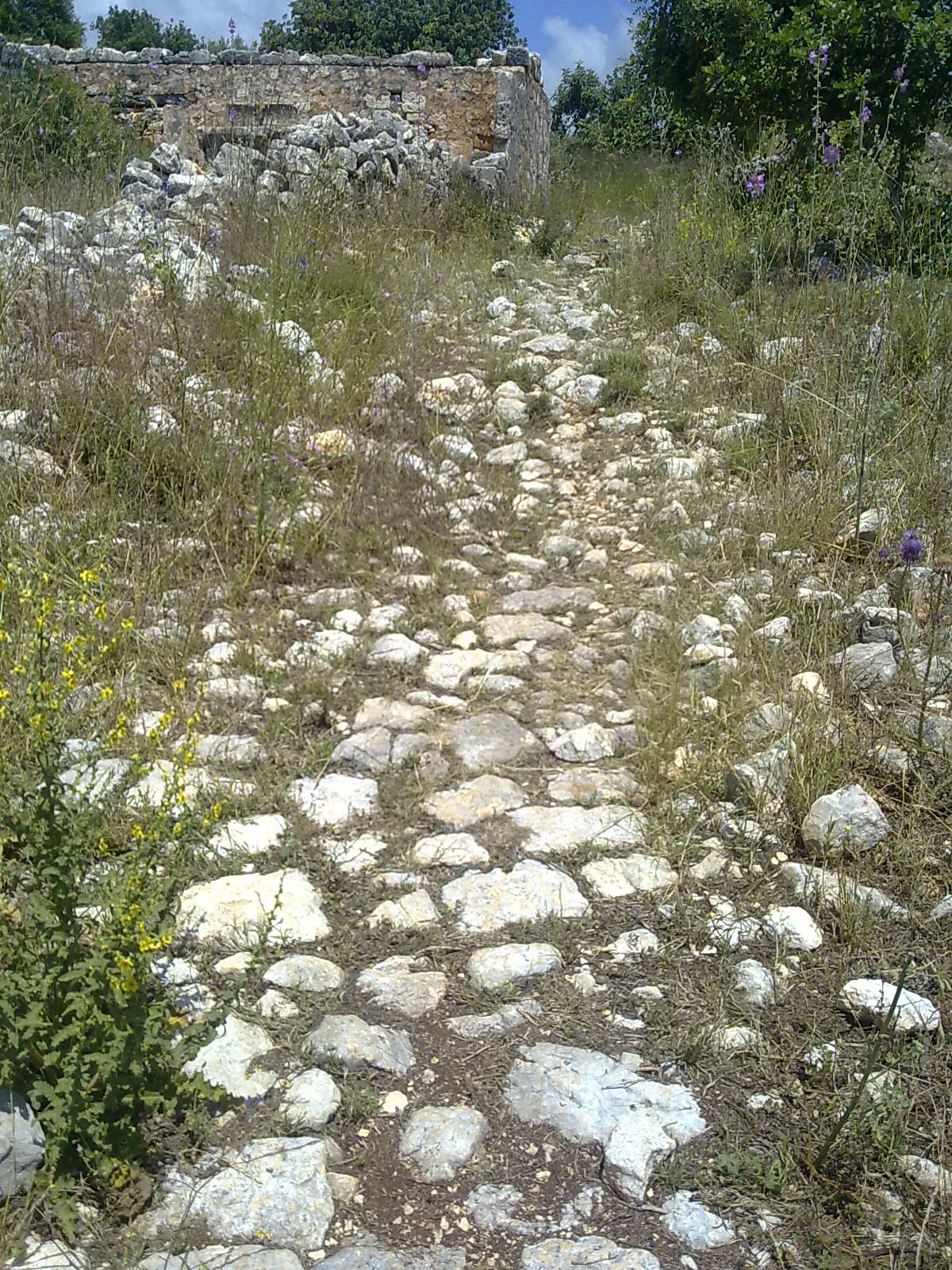
Calzada romana
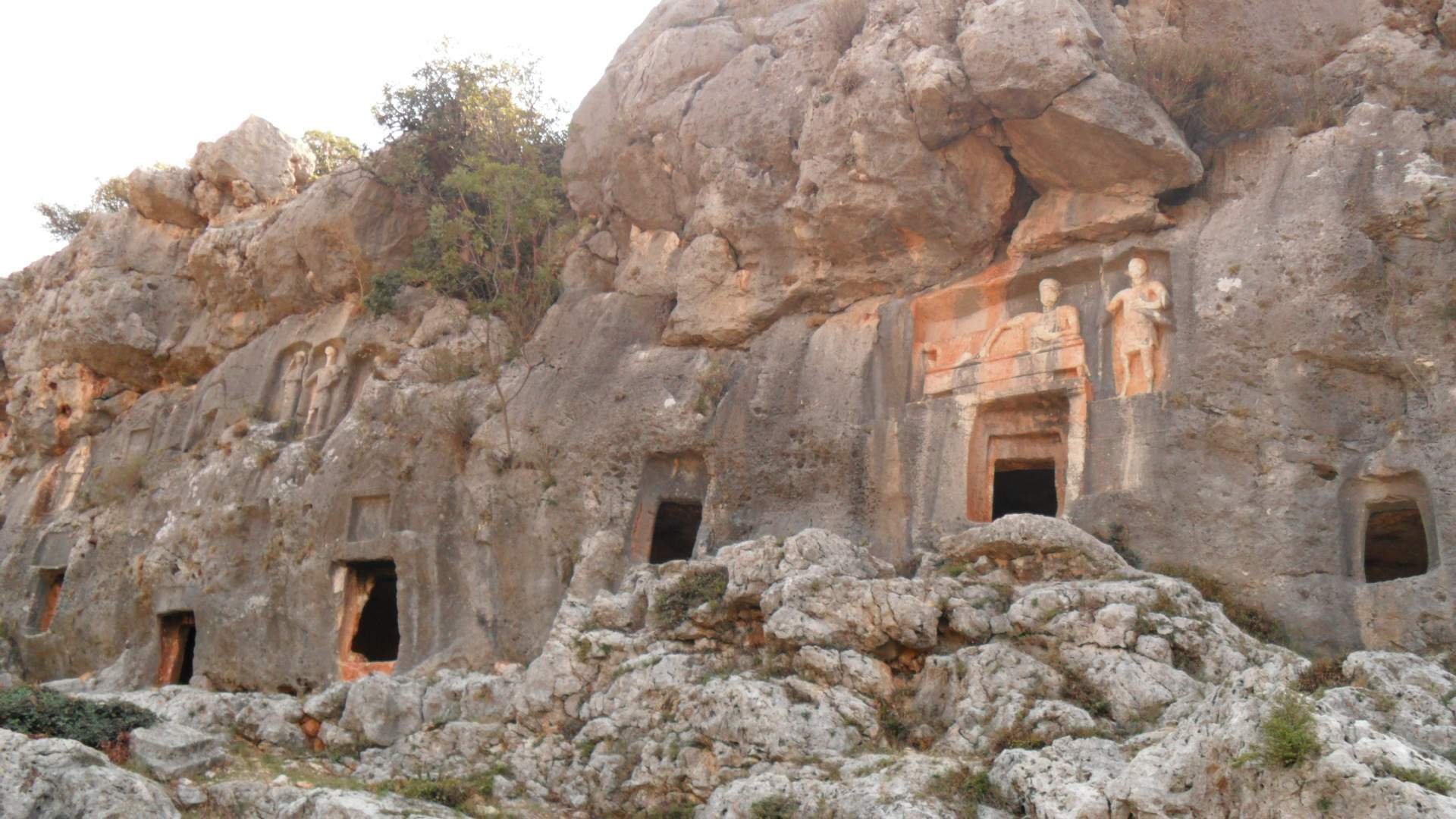
Necrópolis de Çanakçı

## Investigaciones
El orientalista francés Victor Langlois realizó unas investigaciones en Kanlidivane a mitad del siglo XIX y la identificó como la Neopolis bizantina.
En 1970 se llevó a cabo una investigación bajo la dirección de Semavi Eyice.
En 2006 se iniciaron unas investigaciones por la Universidad Mustafa Kemal de Antakya bajo la supervisión de Pamir Hatice.